# Слободан Станојловић
Слободан Станојловић (Бијељина, 28. децембра 2001) српски је фудбалер који тренутно наступа за ОФК Београд.

## Статистика

### Клупска
Ажурирано 6. јула 2024.
|                        |          |                     |     |    |   |   |   |   |   |   |     |    |  |  |
| Партизан               | 2019/20. | Суперлига Србије    | 1   | 0  | 1 | 0 | 0 | 0 | — | — | 2   | 0  |  |  |
| Партизан               | 2020/21. | Суперлига Србије    | 0   | 0  | — | — | — | — | — | — | 0   | 0  |  |  |
| Партизан               | Укупно   | Укупно              | 1   | 0  | 1 | 0 | 0 | 0 | — | — | 2   | 0  |  |  |
|                        |          |                     |     |    |   |   |   |   |   |   |     |    |  |  |
| Телеоптик (позајмица)  | 2020/21. | Српска лига Београд | 19  | 14 | — | — | — | — | 0 | 0 | 19  | 14 |  |  |
|                        |          |                     |     |    |   |   |   |   |   |   |     |    |  |  |
| Лозница (позајмица)    | 2020/21. | Прва лига Србије    | 17  | 11 | — | — | — | — | — | — | 17  | 11 |  |  |
|                        |          |                     |     |    |   |   |   |   |   |   |     |    |  |  |
| ТСЦ Бачка Топола       | 2021/22. | Суперлига Србије    | 24  | 3  | 2 | 0 | — | — | — | — | 26  | 3  |  |  |
| ТСЦ Бачка Топола       | 2022/23. | Суперлига Србије    | 6   | 1  | — | — | — | — | — | — | 6   | 1  |  |  |
| ТСЦ Бачка Топола       | Укупно   | Укупно              | 30  | 4  | 2 | 0 | — | — | — | — | 32  | 4  |  |  |
|                        |          |                     |     |    |   |   |   |   |   |   |     |    |  |  |
| Нови Пазар (позајмица) | 2022/23. | Суперлига Србије    | 23  | 3  | 3 | 1 | — | — | — | — | 26  | 4  |  |  |
|                        |          |                     |     |    |   |   |   |   |   |   |     |    |  |  |
| Напредак Крушевац      | 2023/24. | Суперлига Србије    | 31  | 2  | 2 | 0 | — | — | — | — | 33  | 2  |  |  |
|                        |          |                     |     |    |   |   |   |   |   |   |     |    |  |  |
| Каријера               | Каријера | Каријера            | 121 | 34 | 8 | 1 | 0 | 0 | 0 | 0 | 129 | 35 |  |  |
|                        |          |                     |     |    |   |   |   |   |   |   |     |    |  |  |

### Утакмице у дресу репрезентације
| Репрезентација Србије у узрасту до 15 година старости | Репрезентација Србије у узрасту до 15 година старости | Репрезентација Србије у узрасту до 15 година старости | Репрезентација Србије у узрасту до 15 година старости | Репрезентација Србије у узрасту до 15 година старости | Репрезентација Србије у узрасту до 15 година старости | Репрезентација Србије у узрасту до 15 година старости | Репрезентација Србије у узрасту до 15 година старости | Репрезентација Србије у узрасту до 15 година старости | Репрезентација Србије у узрасту до 15 година старости |
| #                                                     | Датум                                                 | Такмичење                                             | Локација                                              | Домаћин                                               | Резултат                                              | Гост                                                  | Гол                                                   | Реф.                                                  |                                                       |
| ----------------------------------------------------- | ----------------------------------------------------- | ----------------------------------------------------- | ----------------------------------------------------- | ----------------------------------------------------- | ----------------------------------------------------- | ----------------------------------------------------- | ----------------------------------------------------- | ----------------------------------------------------- | ----------------------------------------------------- |
| 1.                                                    | 9. април 2016.                                        | Пријатељска утакмица                                  | Стaдиoн Aхилесa у Веену                               | Холандија                                             | 1 : 0                                                 | Србија                                                |                                                       | [ 18 ]                                                |                                                       |
| 1                                                     | Укупан број утакмица и постигнутих погодака           | Укупан број утакмица и постигнутих погодака           | Укупан број утакмица и постигнутих погодака           | Укупан број утакмица и постигнутих погодака           | Укупан број утакмица и постигнутих погодака           | Укупан број утакмица и постигнутих погодака           | 0                                                     |                                                       |                                                       |

| Репрезентација Србије у узрасту до 16 година старости | Репрезентација Србије у узрасту до 16 година старости | Репрезентација Србије у узрасту до 16 година старости | Репрезентација Србије у узрасту до 16 година старости | Репрезентација Србије у узрасту до 16 година старости | Репрезентација Србије у узрасту до 16 година старости | Репрезентација Србије у узрасту до 16 година старости | Репрезентација Србије у узрасту до 16 година старости | Репрезентација Србије у узрасту до 16 година старости | Репрезентација Србије у узрасту до 16 година старости |
| #                                                     | Датум                                                 | Такмичење                                             | Локација                                              | Домаћин                                               | Резултат                                              | Гост                                                  | Гол                                                   | Реф.                                                  |                                                       |
| ----------------------------------------------------- | ----------------------------------------------------- | ----------------------------------------------------- | ----------------------------------------------------- | ----------------------------------------------------- | ----------------------------------------------------- | ----------------------------------------------------- | ----------------------------------------------------- | ----------------------------------------------------- | ----------------------------------------------------- |
| 1.                                                    | 26. фебруар 2017.                                     | Пријатељска утакмица                                  | Стадион Доња Сутвара, Радановићи                      | Црна Гора                                             | 0 : 1                                                 | Србија                                                |                                                       | [ 19 ]                                                |                                                       |
| 1                                                     | Укупан број утакмица и постигнутих погодака           | Укупан број утакмица и постигнутих погодака           | Укупан број утакмица и постигнутих погодака           | Укупан број утакмица и постигнутих погодака           | Укупан број утакмица и постигнутих погодака           | Укупан број утакмица и постигнутих погодака           | 0                                                     |                                                       |                                                       |

| Репрезентација Србије у узрасту до 17 година старости | Репрезентација Србије у узрасту до 17 година старости | Репрезентација Србије у узрасту до 17 година старости | Репрезентација Србије у узрасту до 17 година старости | Репрезентација Србије у узрасту до 17 година старости | Репрезентација Србије у узрасту до 17 година старости | Репрезентација Србије у узрасту до 17 година старости | Репрезентација Србије у узрасту до 17 година старости | Репрезентација Србије у узрасту до 17 година старости | Репрезентација Србије у узрасту до 17 година старости |
| #                                                     | Датум                                                 | Такмичење                                             | Локација                                              | Домаћин                                               | Резултат                                              | Гост                                                  | Гол                                                   | Реф.                                                  |                                                       |
| ----------------------------------------------------- | ----------------------------------------------------- | ----------------------------------------------------- | ----------------------------------------------------- | ----------------------------------------------------- | ----------------------------------------------------- | ----------------------------------------------------- | ----------------------------------------------------- | ----------------------------------------------------- | ----------------------------------------------------- |
| 1.                                                    | 24. март 2018.                                        | Квалификације за Европско првенство                   | Стадион СЦ Простејов, Простјејов                      | Србија                                                | 3 : 0                                                 | Украјина                                              |                                                       | [ 21 ]                                                |                                                       |
| 2.                                                    | 27. март 2018.                                        | Квалификације за Европско првенство                   | Стадион СЦ Простејов, Простјејов                      | Шпанија                                               | 1 : 1                                                 | Србија                                                |                                                       | [ 22 ]                                                |                                                       |
| 2                                                     | Укупан број утакмица и постигнутих погодака           | Укупан број утакмица и постигнутих погодака           | Укупан број утакмица и постигнутих погодака           | Укупан број утакмица и постигнутих погодака           | Укупан број утакмица и постигнутих погодака           | Укупан број утакмица и постигнутих погодака           | 0                                                     |                                                       |                                                       |

| Репрезентација Србије у узрасту до 18 година старости | Репрезентација Србије у узрасту до 18 година старости | Репрезентација Србије у узрасту до 18 година старости | Репрезентација Србије у узрасту до 18 година старости | Репрезентација Србије у узрасту до 18 година старости | Репрезентација Србије у узрасту до 18 година старости | Репрезентација Србије у узрасту до 18 година старости | Репрезентација Србије у узрасту до 18 година старости | Репрезентација Србије у узрасту до 18 година старости | Репрезентација Србије у узрасту до 18 година старости |
| #                                                     | Датум                                                 | Такмичење                                             | Локација                                              | Домаћин                                               | Резултат                                              | Гост                                                  | Гол                                                   | Реф.                                                  |                                                       |
| ----------------------------------------------------- | ----------------------------------------------------- | ----------------------------------------------------- | ----------------------------------------------------- | ----------------------------------------------------- | ----------------------------------------------------- | ----------------------------------------------------- | ----------------------------------------------------- | ----------------------------------------------------- | ----------------------------------------------------- |
| 1.                                                    | 7. септембар 2018.                                    | Пријатељска утакмица                                  | Стадион у Горњој Вароши, Земун                        | Србија                                                | 0 : 2                                                 | Италија                                               |                                                       | [ 23 ]                                                |                                                       |
| 2.                                                    | 9. децембар 2018.                                     | Међународни турнир у Израелу                          | Стадион у Шефaиму                                     | Израел                                                | 2 : 1                                                 | Србија                                                |                                                       | [ 24 ]                                                |                                                       |
| 3.                                                    | 11. децембар 2018.                                    | Међународни турнир у Израелу                          | Шефајим, Израел                                       | Србија                                                | 1 : 1                                                 | Немачка                                               |                                                       | [ 25 ]                                                |                                                       |
| 4.                                                    | 5. фебруар 2019.                                      | Турнир Грaн Кaнaријa                                  | Маспаломас, Лас Палмас                                | Шпанија                                               | 3 : 1                                                 | Србија                                                |                                                       | [ 26 ]                                                |                                                       |
| 5.                                                    | 6. фебруар 2019.                                      | Турнир Грaн Кaнaријa                                  | Маспаломас, Лас Палмас                                | Јапан                                                 | 6 : 0                                                 | Србија                                                |                                                       | [ 27 ]                                                |                                                       |
| 6.                                                    | 8. фебруар 2019.                                      | Турнир Грaн Кaнaријa                                  | Маспаломас, Лас Палмас                                | Канарска Острва                                       | 1 : 3                                                 | Србија                                                |                                                       | [ 28 ]                                                |                                                       |
| 7.                                                    | 18. април 2019.                                       | Пријатељска утакмица                                  | Тренинг центар Зеница                                 | Босна и Херцеговина                                   | 1 : 2                                                 | Србија                                                |                                                       | [ 29 ]                                                |                                                       |
| 7                                                     | Укупан број утакмица и минута проведених на терену    | Укупан број утакмица и минута проведених на терену    | Укупан број утакмица и минута проведених на терену    | Укупан број утакмица и минута проведених на терену    | Укупан број утакмица и минута проведених на терену    | Укупан број утакмица и минута проведених на терену    | 0                                                     |                                                       |                                                       |

| Репрезентација Србије у узрасту до 20 година старости | Репрезентација Србије у узрасту до 20 година старости | Репрезентација Србије у узрасту до 20 година старости | Репрезентација Србије у узрасту до 20 година старости | Репрезентација Србије у узрасту до 20 година старости | Репрезентација Србије у узрасту до 20 година старости | Репрезентација Србије у узрасту до 20 година старости | Репрезентација Србије у узрасту до 20 година старости | Репрезентација Србије у узрасту до 20 година старости | Репрезентација Србије у узрасту до 20 година старости |
| #                                                     | Датум                                                 | Такмичење                                             | Локација                                              | Домаћин                                               | Резултат                                              | Гост                                                  | Гол                                                   | Реф.                                                  |                                                       |
| ----------------------------------------------------- | ----------------------------------------------------- | ----------------------------------------------------- | ----------------------------------------------------- | ----------------------------------------------------- | ----------------------------------------------------- | ----------------------------------------------------- | ----------------------------------------------------- | ----------------------------------------------------- | ----------------------------------------------------- |
| 1.                                                    | 6. септембар 2021.                                    | Пријатељска утакмица                                  | Стадион Теофило Патини, Кастел ди Сангро              | Италија                                               | 0 : 1                                                 | Србија                                                |                                                       | [ 30 ]                                                |                                                       |
| 1                                                     | Укупан број утакмица и постигнутих погодака           | Укупан број утакмица и постигнутих погодака           | Укупан број утакмица и постигнутих погодака           | Укупан број утакмица и постигнутих погодака           | Укупан број утакмица и постигнутих погодака           | Укупан број утакмица и постигнутих погодака           | 0                                                     |                                                       |                                                       |

## Трофеји, награде и признања
Телеоптик
- Српска лига Београд : 2020/21.[31]